# M. A. Numminen

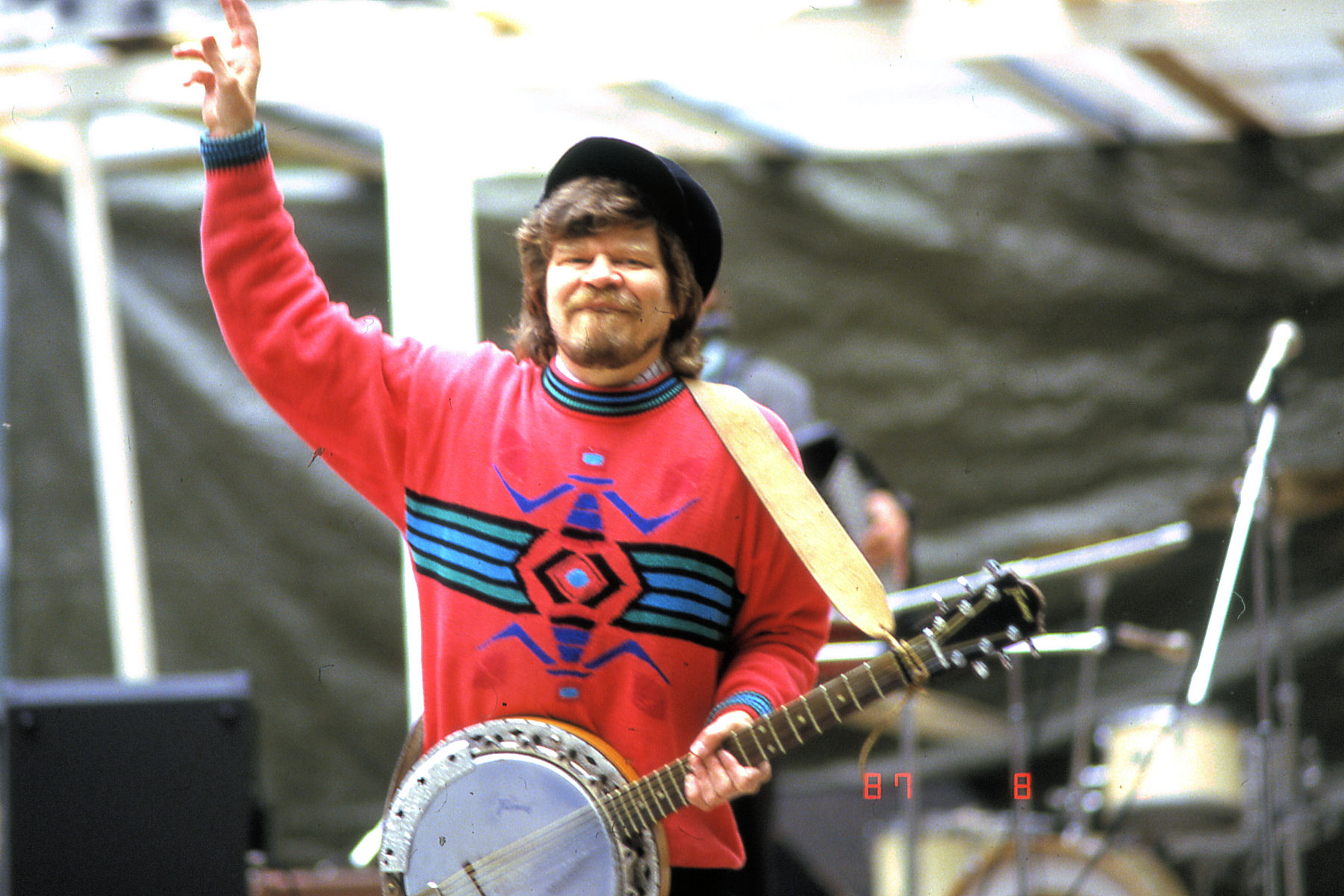
M. A. Numminen (1987)

Mauri Antero Numminen, besser bekannt als M. A. Numminen (* 12. März 1940 in Somero), ist ein finnischer Sänger, Komponist, Entertainer, Schriftsteller und Filmemacher. Sein Musikstil bewegt sich zwischen finnischem Tango, Jazz, Rock und absoluter Musik.

## Biographie

### Frühwerk und Rebellion
Schon als Kind lernte Numminen durch US-amerikanische Radiosender den Jazz kennen und lieben. In seiner Heimatstadt Somero lernte er mehrere Instrumente spielen sowie Jazz, Tango und klassische Musik zu interpretieren. Erste Auftritte absolvierte er mit der Band Viisi Vierasta Miestä (Fünf aus der Fremde).
Ab 1960 studierte er an der Universität Helsinki acht Jahre lang unter anderem Volkswirtschaftslehre, Soziologie, Philosophie und Finnougristik. Schon während des Studiums schrieb er seinen ersten Roman Energiasäästäjä (Energiesparer), nahm Musikstücke auf und drehte Kurzfilme. Längst hat er auch das Abstrakte für sich entdeckt; der Energiesparer (später ins Schwedische und Deutsche übersetzt) ist durchgängig im Passiv geschrieben und eine seiner ersten Kompositionen, Eleitä kolmelle röyhtäilijälle (Gebärde für drei Rülpser), hat einen komplett gerülpsten Text.
Sein musikalisches Frühwerk ist stark durch deutsche Philosophen geprägt. Nach eigenem Bekunden erlernte Numminen im Studium die deutsche Sprache, um Karl Marx im Original lesen zu können. Sein erster musikalischer Achtungserfolg war 1966 seine Vertonung des Tractatus Logico-Philosophicus von Ludwig Wittgenstein. Im selben Jahr gründete er mit Freunden das Plattenlabel Eteenpäin! (Vorwärts!) und fasste den Entschluss, Berufsmusiker zu werden.
Mit wachsendem Bekanntheitsgrad brachte Numminen das finnische Establishment immer mehr gegen sich auf. Fernsehauftritte hatten wütende Anrufe beim Sender zur Folge und den Vorwurf, er pervertiere durch seinen fürchterlichen Gesang die klassische Musik. In entsprechender Weise nahm er sich auch des deutschen Liedguts an: "Sah ein Knab' ein Röslein steh'n...". Sein Song Naiseni kanssa eduskuntatalon puistossa (Mit meiner Braut im Parlamentspark) war im Radio sechs Jahre lang verboten, da der Text das finnische Parlament verunglimpfe und zum Alkoholmissbrauch aufrufe. Ein Auftritt, bei dem Numminen ein Handbuch des Geschlechtslebens vertonte, wurde von der Polizei aufgelöst. In den folgenden Jahren experimentierte er mit elektronischer Musik und provozierte die Öffentlichkeit, indem er die Rolle Finnlands im Winterkrieg 1939/40 musikalisch aufarbeitete.

### Das Neorustikale Jazzorchester
Im Jahr 1970 gründete Numminen zusammen mit dem Pianisten Jani Uhlenius das Uusrahvaanomainen Jatsiorkesteri (Neorustikales Jazzorchester), eine Formation, mit der er aus dem Underground auftauchte und bald beachtliche Publikumserfolge feierte. Das Album Swingin kutsu (Einladung zum Swing) machte das Orchester auch außerhalb von Finnland bekannt, vor allem in Schweden, wo Numminen immer öfter auf Jazz-Festivals auftrat und wohin er zeitweise zog.
Das Neorustikale Jazzorchester tritt unter der Führung von Numminen/Uhlenius noch heute regelmäßig auf und begründete Numminens finanzielle Unabhängigkeit, die es ihm erlaubte, sich auch auf weniger publikumswirksamen Kunstfeldern zu betätigen, etwa der Literatur.

## Literarische Werke
In seiner schwedischen Periode entstanden nach dem Studium die ersten Bücher, der Gedichtband Kauneimmat runot (Die schönsten Gedichte, 1970), die Novellensammlung Lastuja (Späne, 1971) und das Märchenbuch Satuja (Märchen, 1975). Seitdem sind in unregelmäßigen Abständen neue Gedichtbände, Briefwechsel und Romane erschienen. Zu seinen bekanntesten Veröffentlichungen zählen Baarien mies (Der Kneipenmann, 1986), eine Expedition durch 350 finnische Bierlokale (Numminen: "Dünnbierkneipen"), und der Roman Tango on intohimoni (Tango ist meine Leidenschaft, 1998). Die beiden letztgenannten Veröffentlichungen sind in deutscher Übersetzung erschienen.

## Andere Betätigungsfelder
Numminen gilt als ausgesprochener Tangokenner. Er trat als Sacherzähler in dem Film "Satumaa" über den Tangokomponisten Unto Mononen auf, den er persönlich gekannt und in dessen Ensemble er in jungen Jahren getrommelt hat.
Außerdem ist Numminen durch eine Reihe von Kinderliedern bekannt geworden. Im Duo Gommi ja Pommi tritt er in Kinderprogrammen seit 1977 als Gommi im Hasenkostüm mit dem Akkordeonspieler Pedro Hietanen als Pommi im Katzenkostüm auf. Gommi kann als Wortspiel, basierend auf dem schwedischen gommen, Gaumen, und dem finnischen kommari, Kommunist, aufgefasst werden. Demnach bedeutet der Name des Duos auf Deutsch etwa Der singende Kommunist und die Bombe.
1993 wurde seine Minioper Rameaus brorson (Rameaus Neffe) zum gleichnamigen Buch des französischen Philosophen Denis Diderot im Königlichen Dramatischen Theater, Stockholm uraufgeführt.

## Preise und Auszeichnungen
1993 erhielt Numminen den Suomi-Preis des finnischen Unterrichtsministeriums.